# James Alexander (1846–1898)
James Alexander (11. července 1846 Londýn – 27. dubna 1898 Londýn) byl anglický šlechtic, voják, politik a 4. hrabě z Caledonu.

## Život
Narodil se 11. července 1846 v Londýně jako syn Jamese Du Pre Alexandera, 3. hraběte z Caledonu a jeho manželky Lady Jane Grimston. Studoval na Harrow School a později na Christ Church. Když roku 1855 zemřel jeho otec zdědil titul hrabě z Caledonu.
Roku 1877 byl zvolen do Sněmovny lordů jako představitel šlechty pro Irsko a náměstkem místodržitele hrabství Tyrone. Ve službách 1st Life Guards získal hodnost kapitána a hodnost majora v 4th Battalion. Dne 14. listopadu 1896 se stal rytířem Řádu sv. Patrika.
Dne 9. října 1884 se oženil s Lady Elizabeth Graham-Toler, s dcerou Hectora Grahama-Tolera, 3. hraběte z Norbury. Spolu měli čtyři děti:
- Eric Alexander, 5. hrabě z Caledonu (9. srpna 1885 – 10. července 1968)
- Herbrand Charles Alexander (28. listopadu 1888 – 6. května 1965), podplukovník Royal Pioneer Corps, sňatek s Millicent Meredyth, s dcerou Henry Meredyth, 5. baroneta
- Harold Alexander, později Harold Rupert Alexander, 1. hrabě z Tunisu (10. prosince 1891 – 16. června 1969), polní maršál, sňatek s Lady Margaret Bingham, s dcerou Georgee Binghama, 5. hraběte z Lucanu
- William Sigismund Patrick Alexander (16. listopadu 1895 – 24. prosince 1972), podplukovník Essexu, sňatek s Jane Buxton, s dcerou pozdějšího velitele Bernarda Buxtona

Zemřel 27. dubna 1898 v Londýně.